# Roquecourbe-Minervois
Roquecourbe-Minervois é uma comuna francesa na região administrativa de Occitânia, no departamento de Aude. Estende-se por uma área de 3,62 km². Em 2010 a comuna tinha 144 habitantes (densidade: 39,8 hab./km²).